# Gwendolyn Göbel
Gwendolyn Göbel (* 8. November 2006 in Berlin) ist eine deutsche Filmschauspielerin und Kinderdarstellerin.

## Filmografie (Auswahl)
- 2010: Goethe!
- 2014: Frei
- 2014: Mit Burnout durch den Wald
- 2014: Zu mir oder zu Dir?
- 2015: Winnetous Sohn
- 2015: Ein starkes Team (Fernsehserie)
- 2015: Im Namen meines Sohnes
- 2015: SOKO Wismar (Fernsehserie)
- 2016: Tschick
- 2017: Großstadtrevier (Fernsehserie)
- 2017: Die Spezialisten – Im Namen der Opfer (Fernsehserie)
- 2017: Zuckersand
- 2017–2020: Dark (Fernsehserie, 4 Episoden)
- 2019: Cleo
- 2019: Der Krieg und ich
- 2020: Lucie – Läuft doch
- 2021: Die Heimsuchung (Fernsehfilm)